# Тепловоз

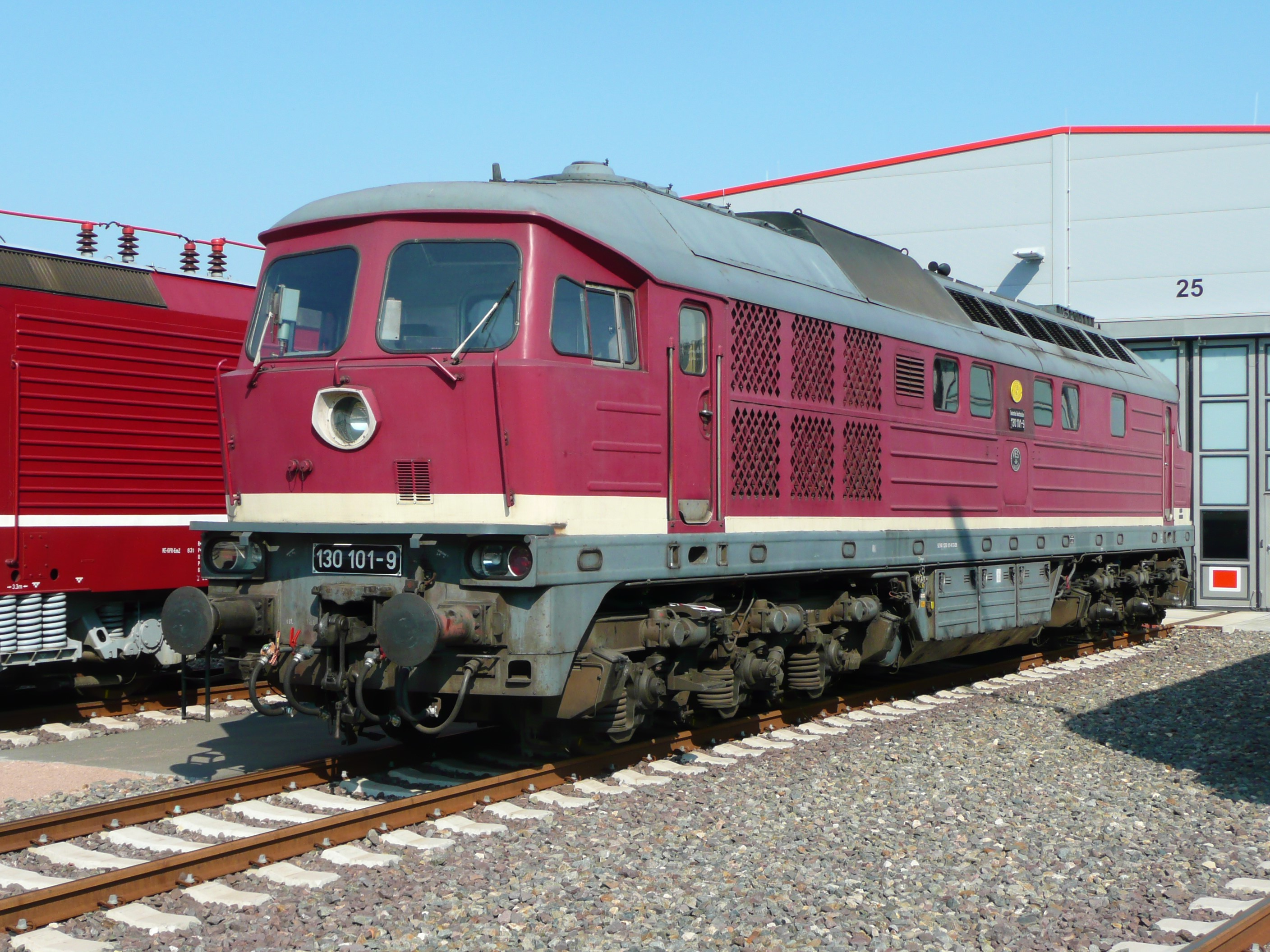
Радянський тепловоз ТЕ109 (DR-Baureihe 130) у Німеччині

Теплово́з, або теплотя́г, — автономний локомотив, первинним двигуном якого є двигун внутрішнього згорання, найчастіше дизельний.

## Історія
Перший експериментальний тепловоз було збудовано "Борзiг верке" в Швейцарії в 1912 р. під керівництвом Адольфа Клозе i Рудольфа Дізеля, але Перша світова війна припинила випробування.
У 1913 американська компанія General Electric випустила перший тепловоз, що використовувався для регулярної роботи на магістральних залізничних лініях. Він працював на бензині, що був удвічі дорожчий за дизельне паливо, тому виробництво цього теплотяга було згорнуто через падіння попиту.
У 1923 General Electric випустила локомотив з двигуном Дизеля, який став першим тепловозом, що вироблявся серійно.
З середини 1940-х теплотяги набули широкого розповсюдження в США, з 1950-х — у Великій Британії, Німеччині та СРСР.

## Опис
Дизельний двигун тепловоза перетворює хімічну енергію згорання рідкого палива або горючого газу (ТЕ4) в механічну роботу обертання колінчастого вала, від якого момент обертання через тягову передачу передається привідним колісним парам.
При використанні на тепловозі електричної передачі дизельний двигун обертає тяговий генератор, що перетворює механічну енергію обертання дизельного двигуна в електричну. Електрична енергія передається тяговим електродвигунам, пов'язаним механічно з колісними парами. Тягові електродвигуни перетворюють електроенергію в механічну енергію руху локомотива. При наявності індивідуального приводу кожен тяговий електродвигун пов'язаний з однією колісною парою, при груповому — один тяговий електродвигун може охоплювати кілька колісних пар.
При використанні гідропередачі дизельний двигун приводить у рух гідроагрегат, при механічній — коробку передач.
До основних елементів конструкції тепловоза належать кузов і рама, дизельний двигун (один або кілька), ударно-тягові прилади (автозчепного обладнання), елементи передачі, ходова (екіпажна) частина — візки й гальмівне обладнання. До допоміжних вузлів — системи охолодження і подавання повітря дизельного двигуна, пісочна система, система пожежогасіння, електрообладнання тощо.
При наявності газодизельного або газового двигуна на теплотязі є газогенераторна секція або обладнання для зберігання зрідженого чи стисненого природного газу із системою газопостачання двигуна (газодизеля або конвертованого дизеля).

## Галерея

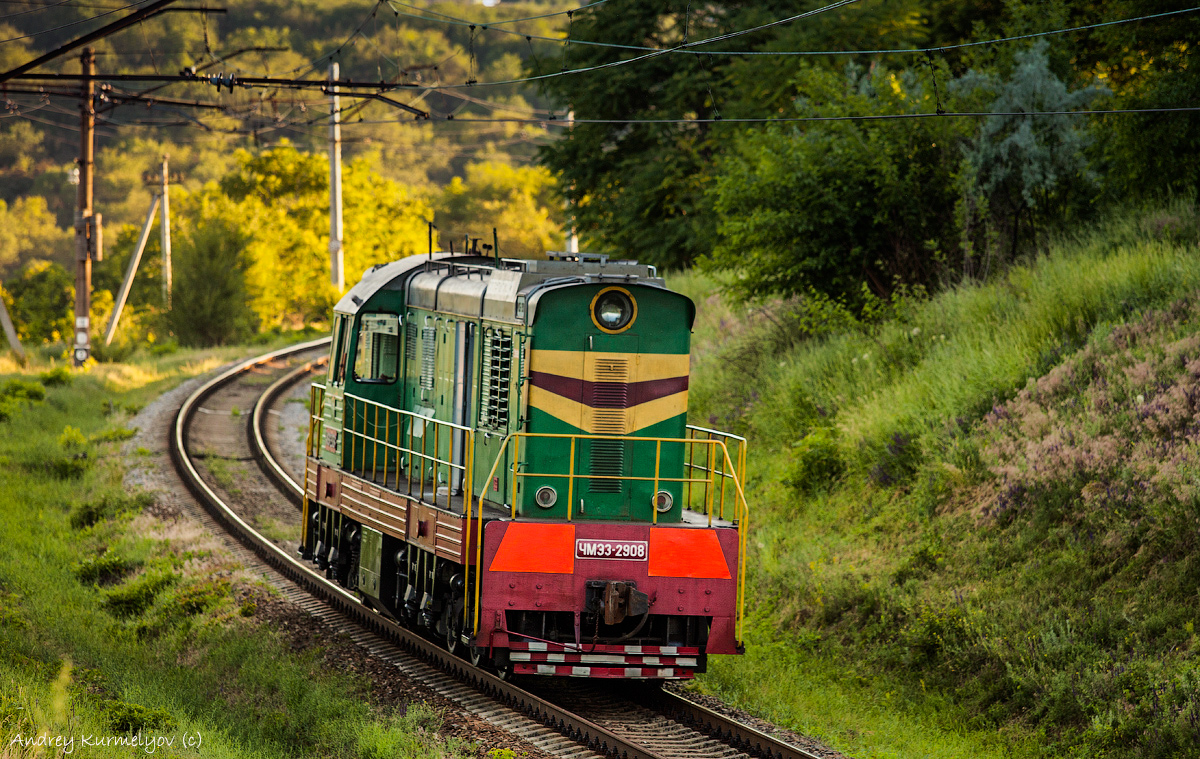
Чехословацький тепловоз ЧМЕ3 в Україні
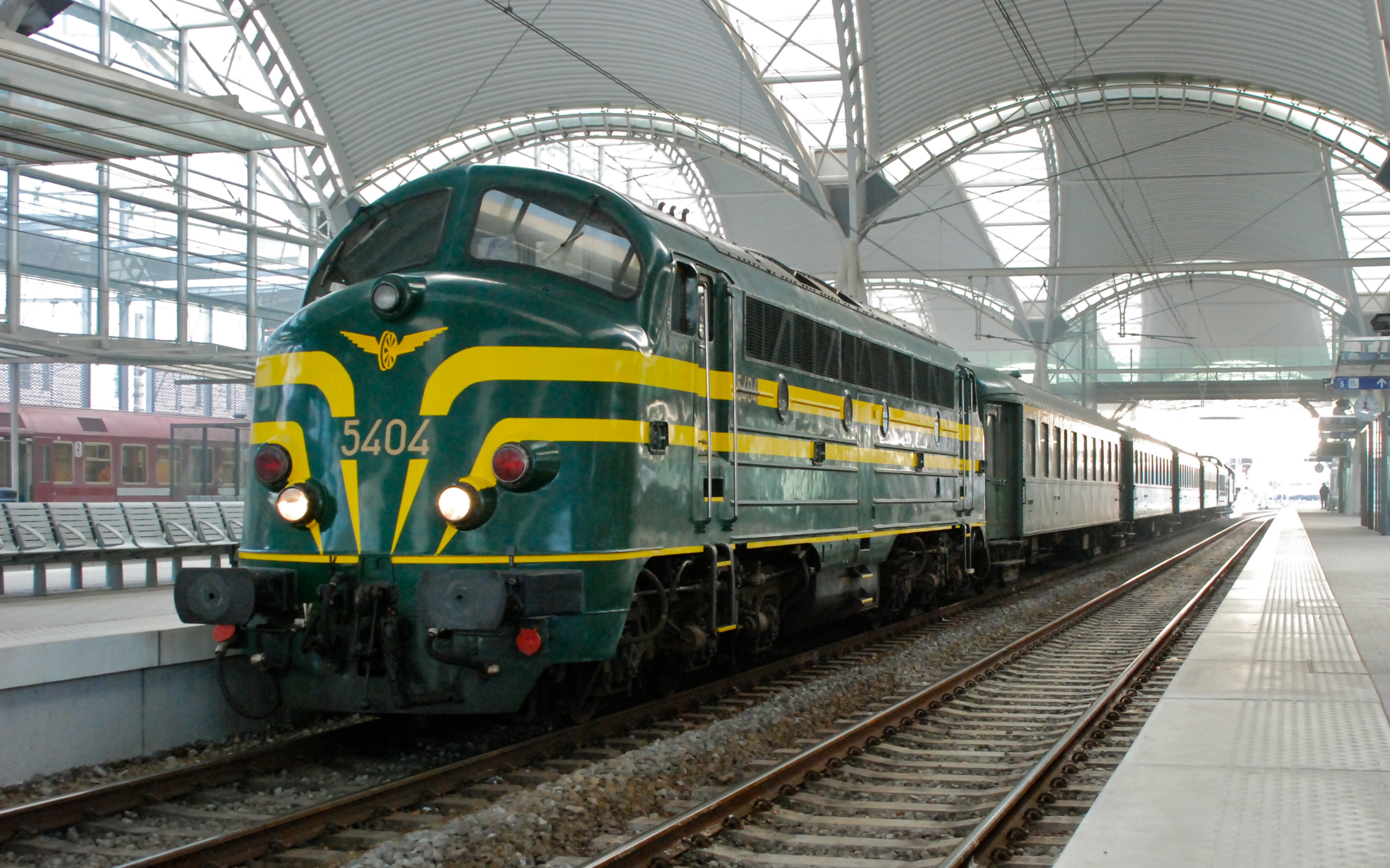
Бельгійський (SNCB) магістральний тепловоз Class 54
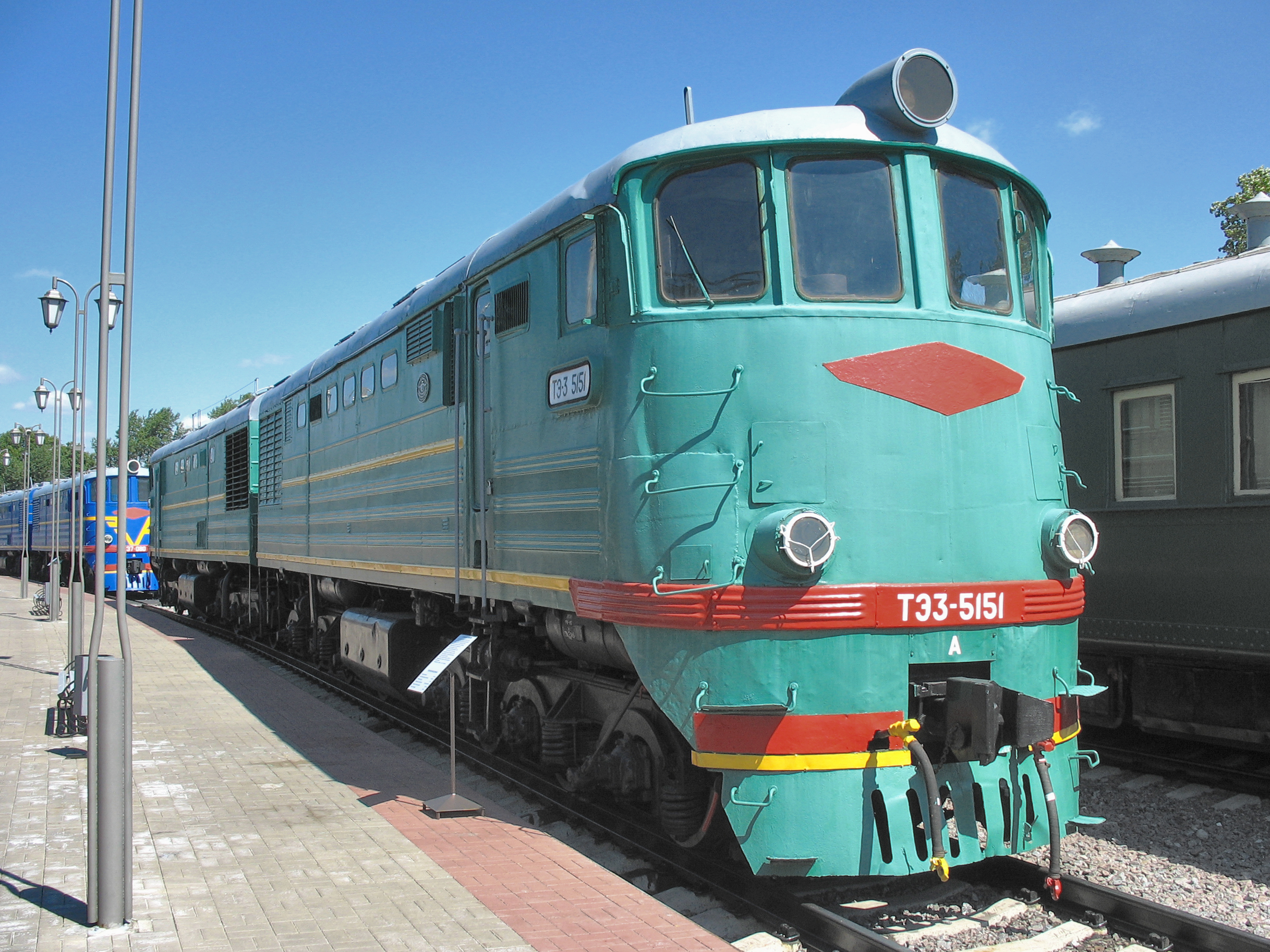
Вантажний магістральний тепловоз ТЕ3 у музеї
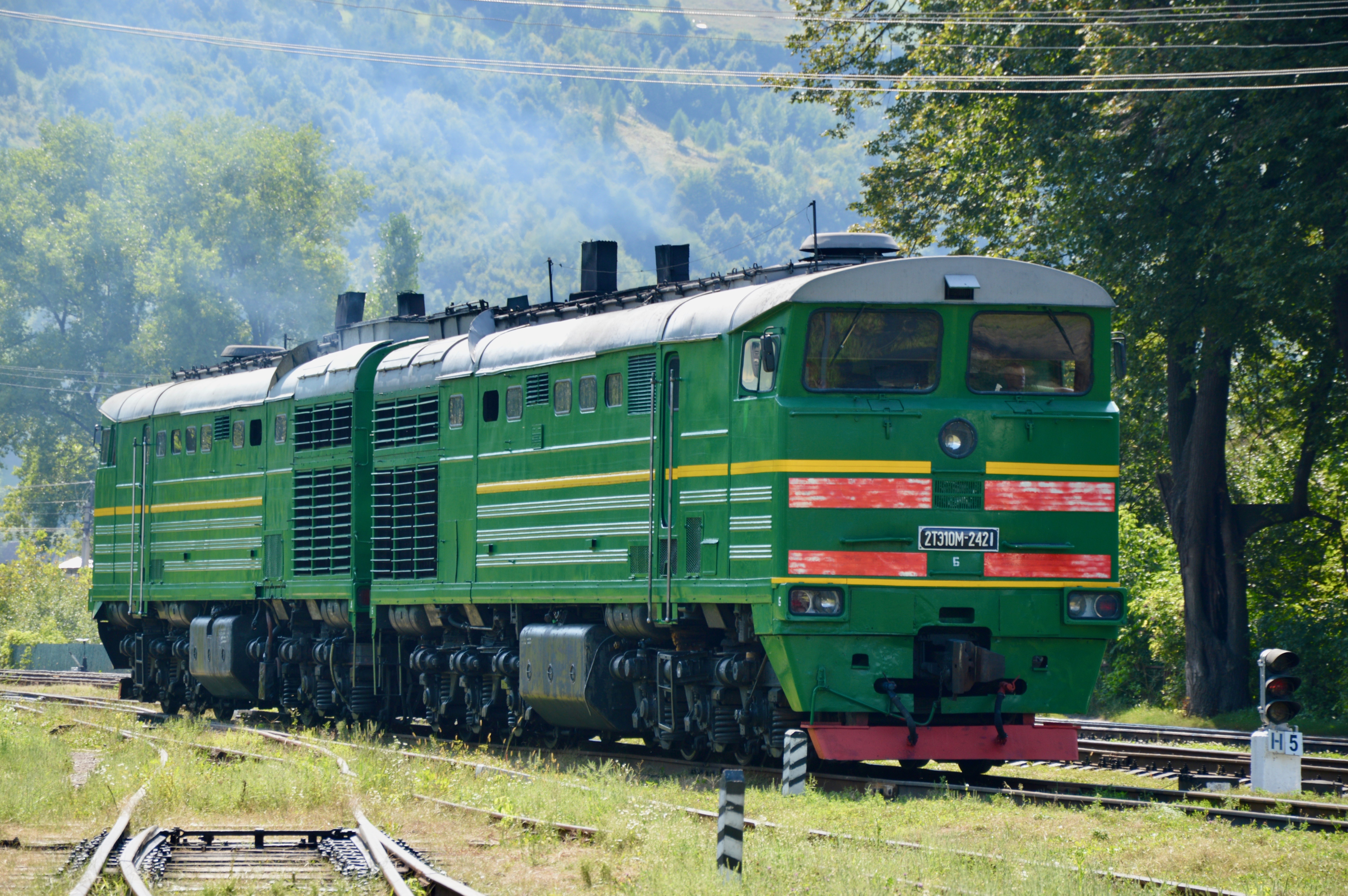
Вантажний магістральний тепловоз 2ТЕ10М в Україні
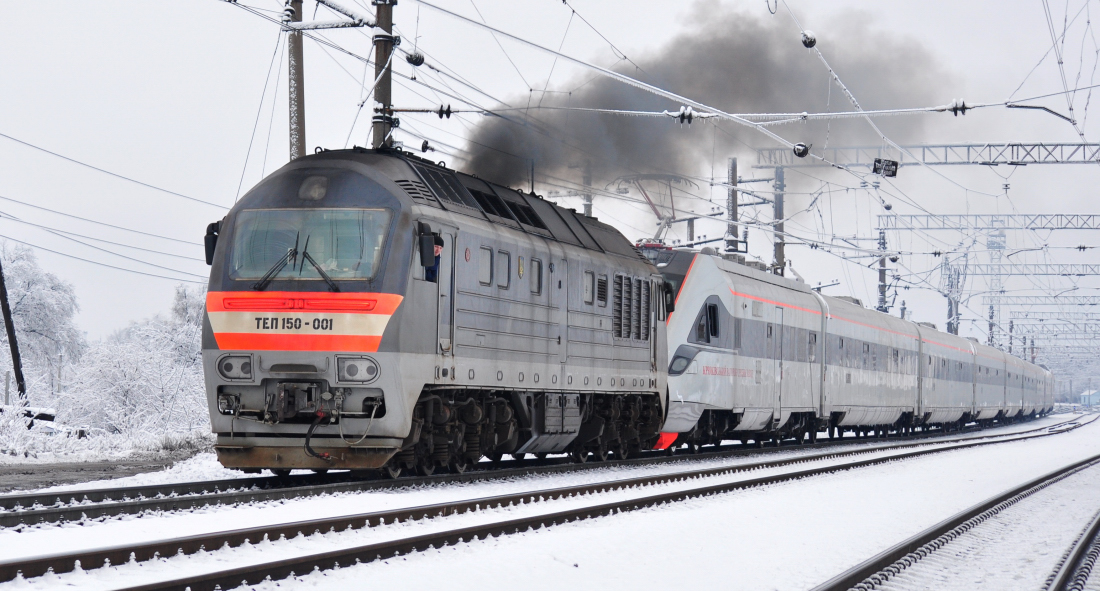
Український пасажирський магістральний тепловоз ТЕП150 з електропоїздом ЕКр1 «Тарпан»
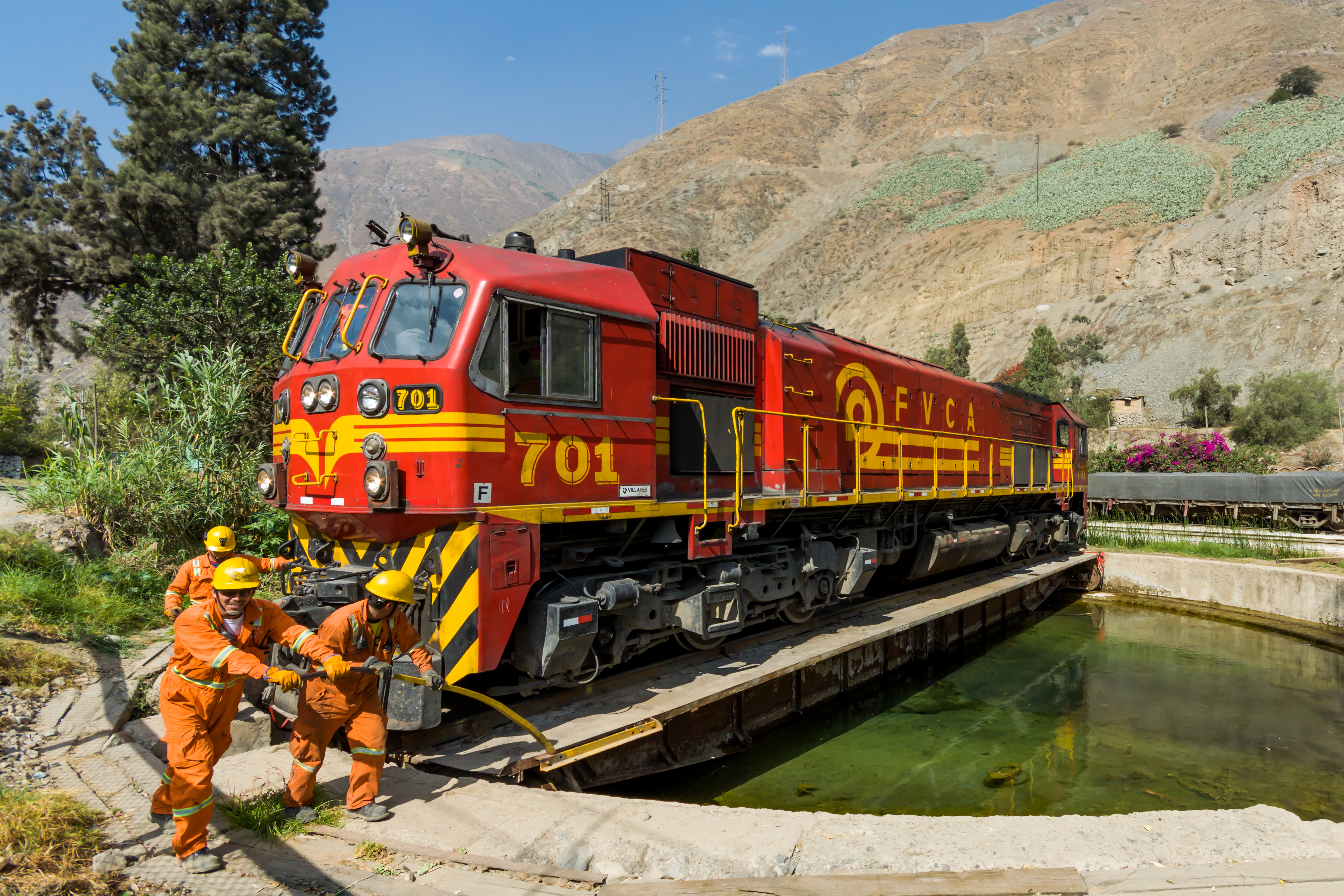
Тепловоз виробництва EMD на поворотному колі у Перу